# ان‌جی‌سی ۶۳۴۰
ان‌جی‌سی ۶۳۴۰ (انگلیسی: NGC 6340) نام یک کهکشان در صورت فلکی اژدها است.